# 拠点分区指導者

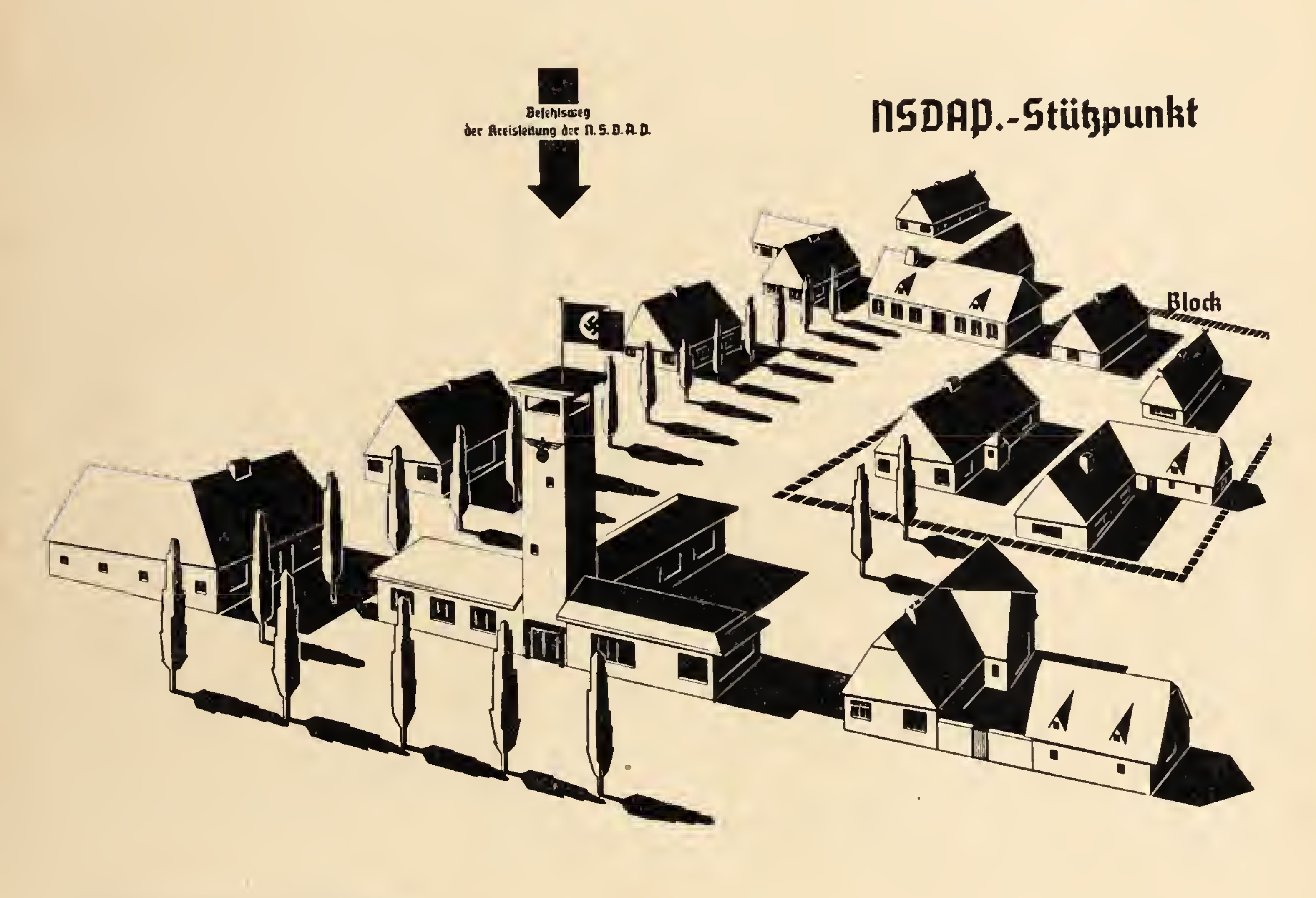
ナチ党拠点分区の範囲

拠点分区指導者（きょてんぶんくしどうしゃ、独: Stützpunktleiter、シュトゥッツプンクトライター）は、1939年まで存在した国家社会主義ドイツ労働者党（ナチ党）の称号及び役職である。

## 概要
ナチ党の拠点分区（Stützpunkt）はナチ党地区支部（Ortsgruppe）の準支部に相当し、独立した特定地域の管轄を担った。また、地区指導部との特別な帰属関係が存在した。
拠点分区の主な特徴は
- 少規模の世帯数。
- 一人の政治指導者が複数の街区、党員（Parteimitglieder）を管理した地域。
- 地区指導部の活動規定の下、少数の細胞が特別に編入されている地域。

などの点であった。
1938年の党組織再編後の1939年頃より、地区における拠点分区制は廃止された。

## 領域
地区における以下の活動領域は拠点分区に含まれた。
- 最低、15～50名の党員が存在する地域。
- 最低2つの街区を有する地域（拠点分区が複数の市町村で構成されている場合、各市町村に少なくとも1街区を必要とする）。
- 特別に細胞として編成された地域。

## 機構
拠点分区には各部門が存在し、地区指導部と同様の組織構成が適用された。
指導にあたって拠点分区指導者（Stützpunktleiter）が配置され、各部署には事務員がついた。拠点分区の活動範囲が狭い場合、街区指導者が必ずしも細胞指導者として機能するとは限らず、そのような場合、細胞の指導は拠点分区指導者が担当した。

## 各部局

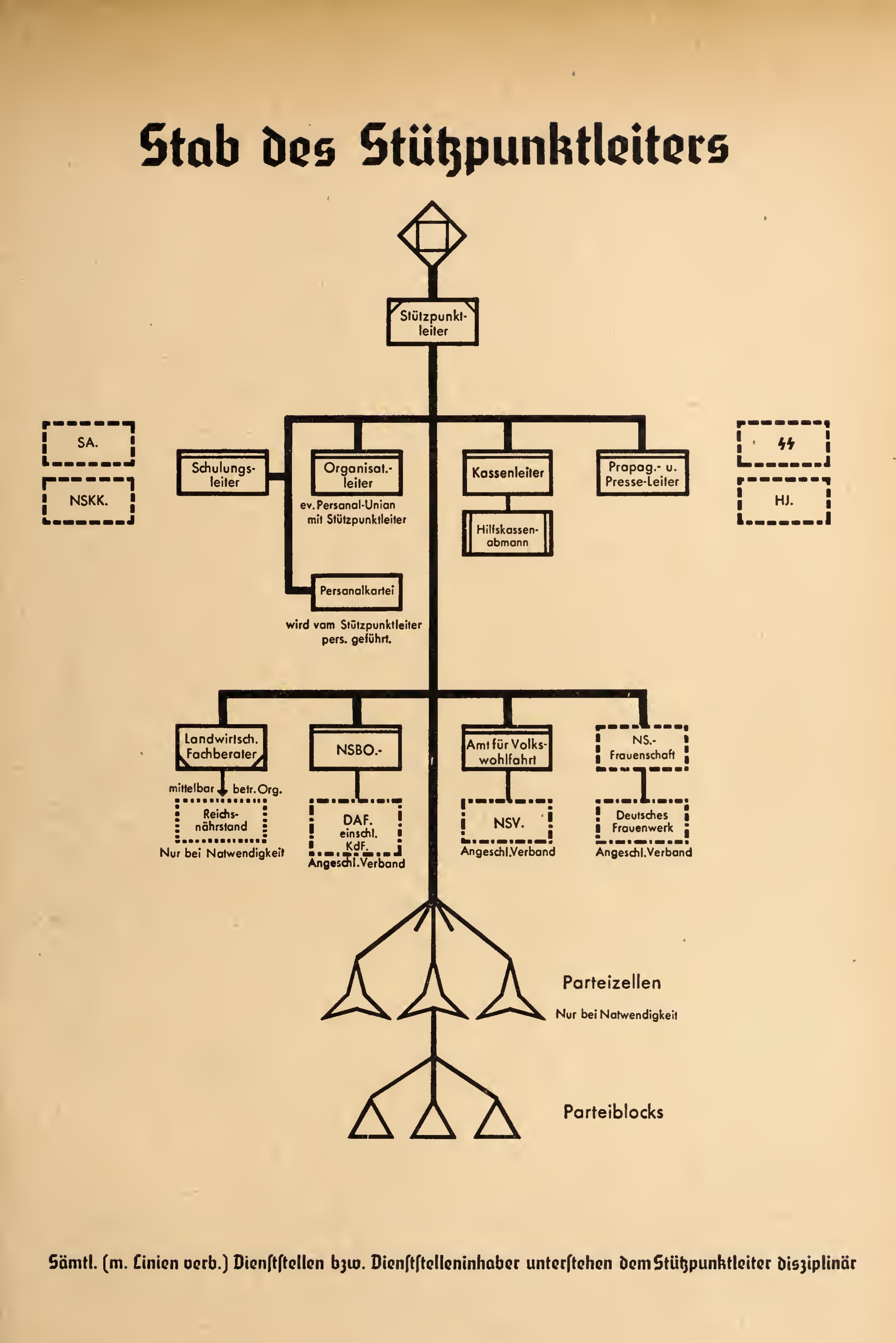
拠点分区の構造

拠点分区の各部署は、地区指導部と同様、特定の分野に対処するため以下の構造となった。
- 局（Amter）
- 本部（Hauptstellen）
- 部（Stellen）

これらの部署には、それぞれ補助員などが配置されており、人材が不足した場合には、管区指導部の組織指導者（Organisationsleiter）が管区指導者（Kreisleiter）に代わって、物資と人材を必要に応じて提供した。
指導部には、拠点分区幕僚部（Stützpunktstab）が存在し、拠点分区指導部（Stützpunktleitung）の各部署の責任者が所属した。また、拠点分区における「政治指導部」の階級も地区と同様の構造（局長、事務総長、事務長、事務員）となっていた。

## ギャラリー

1930-34年までの拠点分区指導者腕章
1933-34年までの拠点分区指導者襟章
1934-38年までの拠点分区指導者襟章
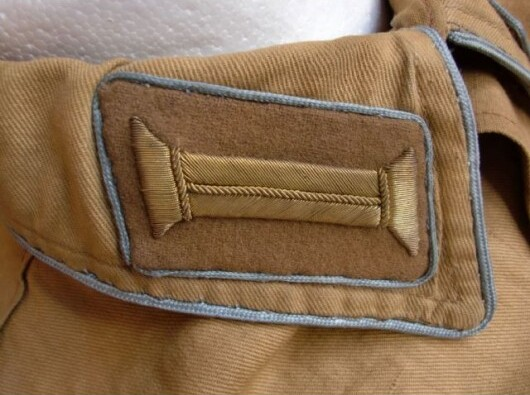
シャツ型制服に取り付けられた拠点分区指導者襟章
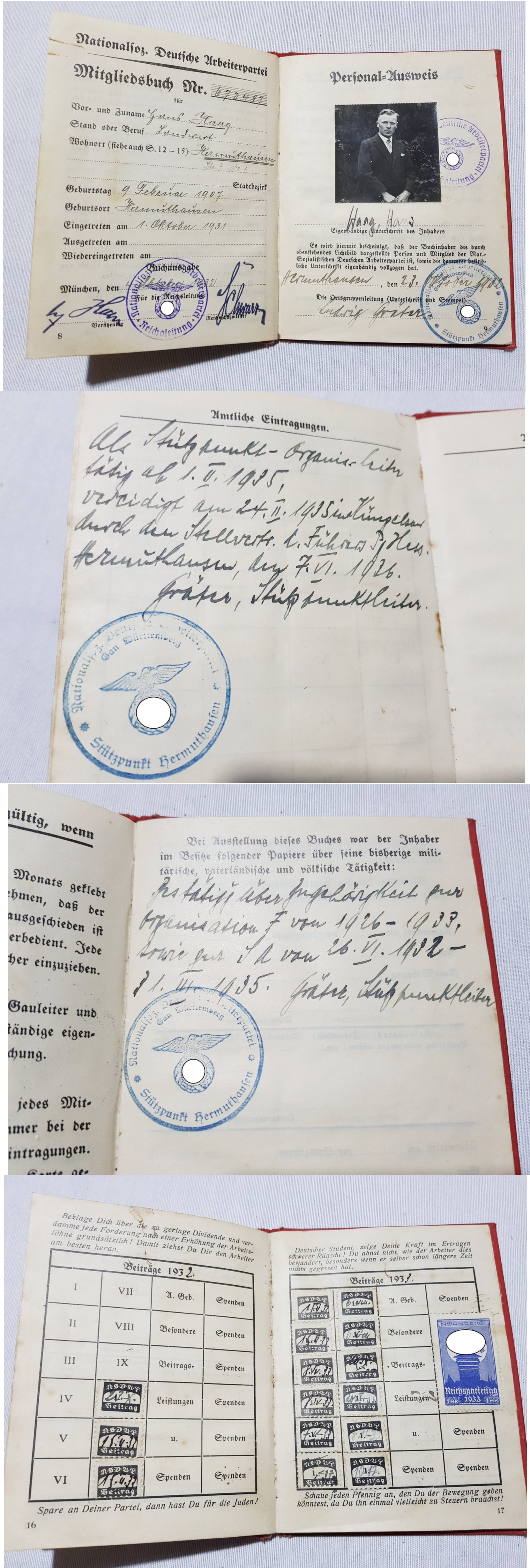
拠点分区指導者の党員手帳
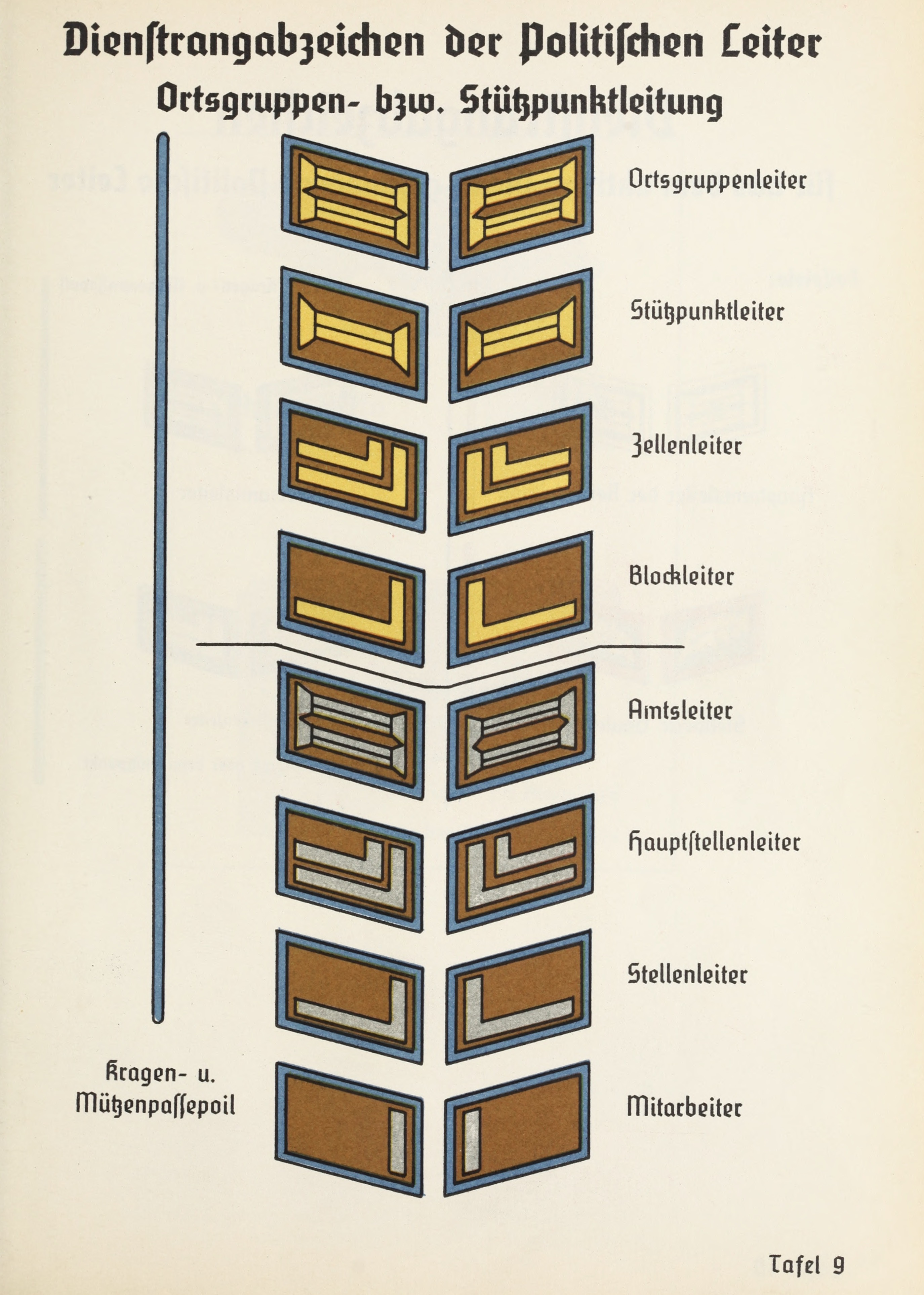
1938年までの地区指導部の階級